# Adou Thiero
Adou Thiero (Salt Lake City, Utah, 8 de mayo de 2004) es un baloncestista estadounidense que pertenece a la plantilla de Los Angeles Lakers de la NBA. Con 2,03 metros de estatura, juega indistintamente en las posiciones de alero o ala-pívot.

## Trayectoria deportiva

### Universidad
Jugó dos temporadas con los Kentucky de la Universidad de Kentucky, en la que promedió 5,0 puntos y 3,6 rebotes por partido. Al término de su segunda temporada solocitó su inscripción en el portal de transferencias de la NCAA, a la vez que se declaraba elegible para el draft de la NBA de 2024.
Finalmente se retiró del draft de la NBA y fue transferido a los Razorbacks de la Universidad de Arkansas para la temporada 2024-25, siguiendo al entrenador John Calipari de Kentucky. Jugó una temporada, en la que promedió 15,1 puntos, 5,8 rebotes, 1,9 asistencias y 1,6 robos de balón por partido. Al finalizar la misma se declaró elegible al Draft de la NBA, renunciando al resto de su elegibilidad universitaria.

#### Estadísticas
| Año     | Equipo   | PJ | PT | MPP  | %TC  | %3P  | %TL  | RPP | APP | ROB | TPP | PPP  |
| ------- | -------- | -- | -- | ---- | ---- | ---- | ---- | --- | --- | --- | --- | ---- |
| 2022–23 | Kentucky | 20 | 0  | 9.5  | .345 | .333 | .697 | 1.9 | .4  | .5  | .3  | 2.3  |
| 2023–24 | Kentucky | 25 | 19 | 21.4 | .492 | .318 | .800 | 5.0 | 1.1 | .7  | 1.1 | 7.2  |
| 2024–25 | Arkansas | 27 | 26 | 27.5 | .545 | .256 | .686 | 5.8 | 1.9 | 1.6 | .7  | 15.1 |
| Total   | Total    | 72 | 45 | 20.4 | .514 | .284 | .711 | 4.4 | 1.2 | 1.0 | .7  | 8.8  |

### Profesional
Fue elegido en la trigesimosexta posición del Draft de la NBA de 2025 por los Brooklyn Nets, pero fue posteriormente traspasado a Los Angeles Lakers en un acuerdo entre siete equipos cuyo eje era el traspaso de Kevin Durant.